# Władysław Piecyk
Władysław Piecyk es un deportista polaco que compitió en piragüismo en la modalidad de eslalon. Ganó dos medallas en el Campeonato Mundial de Piragüismo en Eslalon, bronce en 1961 y plata en 1963.

## Palmarés internacional
| Campeonato Mundial | Campeonato Mundial | Campeonato Mundial | Campeonato Mundial |
| Año                | Lugar              | Medalla            | Competición        |
| ------------------ | ------------------ | ------------------ | ------------------ |
| 1961               | Hainsberg (RDA)    | Medalla de bronce  | F1 por equipos     |
| 1963               | Spittal (Austria)  | Medalla de plata   | F1 por equipos     |